# ええねん (曲)
『ええねん』は、2003年11月6日に発売されたウルフルズ25枚目のシングル。発売元は東芝EMI。

## 解説
前作「笑えれば」から1年8か月ぶり、東芝レーベルからの最後のシングル。日本においてCDの発売日として一般的な水曜日ではなく、木曜日に発売された。
1999年脱退したベース担当のジョン・B・チョッパーのウルフルズ復帰を祝福する曲。シリーズ企画として、各地方言バージョンのCD化が企画されたが、本曲の売上が伸びなかったため、お蔵入りとなった。

### 関西でのヒット
この曲は関西地区での人気が高く、オリコン週間チャートの初登場順位は全国では20位に対し関西地区では9位を記録。タワーレコード梅田店では1位。発売元の東芝EMIによると、全国でのCD売上の半分近くが関西地区でのものである。
FM802を中心とした関西地区のラジオ局ではリクエストが殺到し、オンエアは東京の5倍以上に達した。FM802のカウントダウン番組「OSAKAN HOT 100」では10月26日付で1位を記録した。
曲自体は阪神タイガースがリーグ優勝を決めるより2か月近く前に完成していたものであるが、偶然にも同年の日本シリーズ後の発売となり、日本シリーズで日本一を逃した阪神ファンの心情と重なったのが関西でのヒットの要因とも言われている。

## タイアップ
北海道テレビ放送『ハナタレナックス』の2代目オープニング曲（2004年）として使用されたのを皮切りに、NHK総合『サラリーマンNEO』エンディング、ABC・テレビ朝日系『熱闘甲子園』エンディング（2007年、最終回のみ）と、様々な番組でテーマ曲として使用された他、楽天ゴールデンイーグルスの辰己涼介選手、東京ヤクルトスワローズの宮本丈選手の登場曲にもなっている。2023年にはアサヒビール「スマドリでええねん!」キャンペーンとしてコマーシャルソングに採用（歌唱は浜田雅功、小杉竜一、亜生、福田麻貴によるユニット『飲みトモズ』）。同年5月には「スマドリでええねん～ご当地バージョン～」が製作され、前述の地方バージョン制作が形を変えて実現することとなった。

## 収録曲
全曲編曲：ウルフルズ
1. ええねん
  - 作詞・作曲：トータス松本
2. GO GO 
  - 作詞・作曲：ウルフルケイスケ
3. パパと呼ばないで 
  - 作詞・作曲：トータス松本
4. てな感じで
  - 作詞・作曲：トータス松本

## カバー
ええねん
- 阿部真央 - ウルフルズ トリビュートアルバム『ウルフルズトリビュート 〜Best of Girl Friends〜』（2017年2月22日）収録

ええねん ～スマドリ バージョン～
- 飲みトモズ - 2023年3月30日配信開始、アサヒビール/吉本興業「We are飲みトモ！スマドリでええねん！PROJECT！」CMソング